# Jugovci
Jugovci (cyr. Југовци) – wieś w Bośni i Hercegowinie, w Republice Serbskiej, w mieście Prijedor. W 2013 roku liczyła 320 mieszkańców.